# Inver Grove Heights
Inver Grove Heights – miasto w Stanach Zjednoczonych, w stanie Minnesota, w hrabstwie Dakota.